# A Peroxa
A Peroxa település Spanyolországban, Ourense tartományban. A Peroxa Carballedo, Pantón, Nogueira de Ramuín, O Pereiro de Aguiar, Coles és Vilamarín községekkel határos. Lakosainak száma 1761 fő (2024).

## Népesség
A település népessége az elmúlt években az alábbi módon változott:
| Lakosok száma | 2571 | 2502 | 2345 | 2303 | 2085 | 1999 | 1902 | 1819 | 1805 | 1761 |
|               | 2001 | 2004 | 2007 | 2009 | 2012 | 2014 | 2017 | 2019 | 2022 | 2024 |